# Conicosia
Conicosia là chi thực vật có hoa trong họ Aizoaceae.